# 美國通用國際英檢
美國通用國際英檢（英語： General Tests of English Language Proficiency, G-TELP, 是一项始于1985年的英语考试，通过将非英语为母语的考生分为语法、听力、阅读理解、词汇等方面进行综合评估。

## 歷史
1983年，圣地亚哥州立大学国际测试研究所与加利福尼亚大学洛杉矶分校、乔治城大学和拉多国际学院的教授、语言学家和评估专家进行了英语测试开发研究。开发完成后的大约三年时间，通过在美国、中国、日本、沙特阿拉伯等世界各国的抽样调查和初步试验，验证并完成了可行性，并于1985年正式开始试验。目前，测试正在美国、中国、日本、韩国、台湾、新加坡、印度、印度尼西亚、菲律宾、柬埔寨、阿根廷和沙特阿拉伯进行。

## 使用狀態
它被用於2008年夏季奧運會組委會的英語水平測試和志願者選拔測試。

## 相關連結
- 美國通用國際英檢官方網站 （页面存档备份，存于）